# Roger Michael Mahony
Roger Michael Mahony KGCHS (nascut el 27 de febrer de 1936) és un cardenal estatunidenc de l'Església Catòlica que serví com a arquebisbe de Los Angeles entre 1985 i 2011. Abans del seu nomenament com a arquebisbe de Los Angeles, serví com a bisbe auxiliar de Fresno entre 1975 i 1980 i com a bisbe de Stockton entre 1980 i 1985. És el primer nadiu de Los Angeles que ocupà la seu arxiepiscopal.
Durant la seva estada al capdavant de la seu de Los Angeles, Mahony va ser instrumental en dividir l'arxidiòcesi en 5 subdivisions administratives i en guiar la construcció de la catedral de Los Angeles, que s'inaugurà al setembre de 2001. També va ser una figura instrumental en la resolució de l'escàndol d'abusos sexuals, destituint una dotzena de preveres el 2002, desenvolupant noves polítiques per prevenir els abusos, fent una disculpa formal i publicant un informe que descrivia els casos en detall. El 2007, l'arquebisbat de Los Angeles es disculpà pels abusos fets per preveres i anuncià un acord amb 508 víctimes per un import de 660 milions de dòlars.
El 2011 Mahony assolí l'edat de retir pels bisbes, sent succeït per José Horacio Gómez l'1 de març de 2011. El 31 de gener de 2013, l'arquebisbe Gmez rellevà Mahony dels seus deures al capdavant de l'arquebisbat, després que lliurés la documentació que tenia sobre els casos d'abusos sexuals que van tenir lloc durant part de l'estada de Mahony.

## Biografia

### Inicis i presbiterat
Roger Michael Mahony va néixer a la zona de Hollywood a Los Angeles, Califòrnia, fill de Victor i Loretta (nascuda Baron) Mahony. Té un germà bessó, Louis, i un germà més gran, Neil. De petit estudià a la St. Charles Borromeo Grammar School a North Hollywood i als 14 anys entrà al Los Angeles College, el seminari menor de l'arxidiòcesi de Los Angeles.
Després d'estudiar al Seminari Our Lady Queen of Angels i al Seminari de St. John, Mahony va ser ordenat prevere l'1 de maig de 1962 pel bisbe de Monterey-Fresno, Aloysius Joseph Willinger, CSsR. Es graduà a la Universitat Catòlica d'Amèrica el 1964 amb un màster en treball social. Durant els 13 anys següents, va ocupar càrrecs pastorals i curials a la diòcesi de Monterrey-Fresno i a la nova seu de Fresno. També ensenyà treball social a la Universitat Estatal de Fresno durant aquest període. Al febrer de 1967 va ser nomenat monsenyor.

### Carrera episcopal
El 7 de gener de 1975, Mahony va ser nomenat bisbe auxiliar de Fresno i titular de Tamascani. Mahony rebé la seva consagració episcopal el 19 de març següent de mans del bisbe de Freso, Hugh Donohue, amb els bisbes William Johnson i John Cumminsservint com a co-consagradors. Aquell any, el Governador de Califòrnia Jerry Brown nomenà Mahony a la presidència del Comitè de Relacions Agrícoles de Califòrnia, on treballà amb la United Farm Workers i amb diversos productors a l'estat per resoldre diversos conflictes laborals al camp.
El 15 de febrer de 1980, Mahony va ser nomenat pel Papa Joan Pau II bisbe de Stockton, tal com ho anuncià el nunci Jean Jadot. Mahony acabà amb dos preveres externs per casos d'abusos sexual durant la seva estada a Stockton. El 16 de juliol de 1985, Mahony va ser promogut a arquebisbe de Los Angeles; va ser el primer angelí a ocupar el càrrec. Mahony va ser creat cardenal pel Papa Joan Pau II en el consistori del 28 de juny de 1991, amb el títol de cardenal prevere de Santi Quattro Coronati.
Després que l'antiga catedral de Santa Vibiana quedés malmesa al terratrèmol de Northidge de 1994, Mahony començà plans per construir la catedral de Nostra Senyora dels Àngels, una de les esglésies catòliques més grans dels Estats Units. Va ser dedicada el 2 de setembre de 2002.
El maig de 1998 Mahony anuncià que havia estat diagnosticat amb un càncer de pròstata. Va sotmetre's a una prostatectomia el 15 de juny de 1998; els metges en aquell moment indicaren que la cirurgia tindria èxit i van ser optimistes en què no requeriria tractaments addicionals.
Mahony va ser un dels cardenals electors que van participar en el conclave de 2005, que trià el Papa Benet XVI, així com al del 2013, que trià el Papa Francesc.

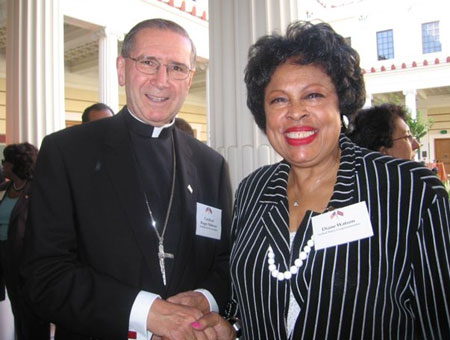
El cardenal Mahony amb la Rep. Diane Watson (D-CA)

### Retir
El 6 d'abril de 2010, quan Mahony va assolir l'edat de 75 anys i havia de presentar la dimissió l'any següent, la Santa Seu nomenà l'arquebisbe de San Antonio José Horacio Gómez com a arquebisbe coadjutor de Los Angeles amb el dret de successió immediat. Gómez succeí Mahony el 28 de febrer de 2011, després de la cerimònia de transició se celebrés a la Catedral de Nostra Senyora dels Àngels, amb la seva dimissió prenent efecte canònic l'1 de març de 2011.
En el seu retir, Mahony intenta dedicar més temps a advocar en benefici dels immigrants, una qüestió a la que ja s'havia dedicat durant molts anys. Resideix a la seva parròquia natal a North Hollywood, i podrà participar en qualsevol conclave futur que comenci abans del 27 de febrer de 2016, quan compleixi els 80 anys.

## Controvèrsies

### Participació cívica
Mahony va ser membre de la Junta de Síndics de la Universitat Catòlica d'Amèrica. Serví en diversos comitès de la Conferència Episcopal dels Estats Units, inclòs els de litúrgia, Activitats Pro-vida, i Migracions & Refugiats. Encara és consultor d'aquests darrers dos comitès. Al Vaticà va ser membre del Consell Pontifici per a la Justícia i la Pau (1984-1989) i del Consell Pontifici per a la Cura Pastoral dels Migrants i els Itinerants (1986-1991). Segueix sent membre del Consell pontifici per a les Comunicacions Socials (1889-present), de la Prefectura pels Afers Econòmics de la Santa Seu (2000-present) i de la Congregació per a les Esglésies Orientals.
Mahony parlà sobre les previsions de les lleis d'immigració, com la Llei Sensenbrenner-King, debatuda al Congrés entre 2005 i 2006. Va escriure al President Bush que certes mesures proposades prohibien efectivament la prestació d'assistència caritativa i el ministeri religiós a aquelles persones que no estiguessin en situació migratòria vàlida. El Dimecres de Cendra, el 2006, Mahony va anunciar que anava a demanar al clergat i als laics de l'arxidiòcesi de Los Angeles que ignoressin la H.R. 4437 si es convertia en llei. Ell personalment va pressionar les senadores Barbara Boxer i Dianne Feinstein perquè el Senat considerés un projecte de llei de reforma migratòria integral, en comptes del projecte de llei d'aplicació de només que va aprovar la Cambra de Representants. Mahony també van culpar al Congrés per la crisi de la immigració il·legal per la seva falta d'acció sobre el tema en els últims 20 anys, oposant-se a la RRHH 4437 com a punitiva i oberta a la interpretació abusiva, i donant suport a la S. 2611.
El 1992 Mahony publicà una carta pastoral Film Makers, Film Viewers sobre les notícies per televisió i la indústria de l'entreteniment.

### La Catedral de Nostra Senyora dels Àngels
Molts catòlics van quedar sorpresos pel disseny gens tradicional i la quantitat de diners que es gastà en la nova catedral de Nostra Senyora dels Àngels. Mahony defensà la despesa d'una nova catedral per substituir l'anterior, malmesa en un terratrèmol, senyalant la necessitat per a una comunitat per tenir un centre religiós que unís el poble en fe i espiritualitat.

### La carta pastoral sobre la Missa
Per preparar el nou Mil·lenari, Mahony va escriure una carta pastoral sobre la Missa titulat "Gather Faithfully Together: A Guide for Sunday Mass". La carta demanava a totes les parròquies que planegessin i celebressin la Missa dominical per aprofundir tal la fe-vida de tots els catòlics mitjançant l'Eucaristia. Alguns, inclosa la televangelista Mare Angèlica, trobà "Gather Faithfully Together" que era greument inconsistent amb les directives litúrgiques oficials existents establertes per l'Església Catòlica. D'altres, però, trobaren que la carta era visionària, convidant l'Església Catòlica a una celebració més fructífera de l'Eucaristia.

### Vocacions
El nombre de vocacions sacerdotals declinà sota el pontificat de Mahony. En contrast, els ministeris laics van créixer i Mahony va dir que «el que alguns es refereixen com una "crisi de vocació" és un dels molts fruits del Concili Vaticà Segon. És un senyal del profund amor de Déu per l'Església, i una invitació a una donació dels dons i energia més creativa i efectiva en el Cos de Crist.»

### Casos d'abusos sexuals
principal: Escàndol d'abusos sexuals a l'arxidiòcesi de Los Angeles
El 1980, poc després que Mahony esdevingué bisbe de Sotckton, un pare va escriure a la diòcesi acusant el Pare Oliver O'Grady, un prevere de la diòcesi, de molestar els seus dos fills. Mahony va traslladar O'Grady a una altra parròquia el 1982, on seguiren més acusacions. El 1984, una investigació policial sobre les acusacions contra O'Grady va ser tancada després que un advocat diocesà prometés que O'Grady seria allunyat dels nens. Al desembre d'aquell any Mahony traslladà O'Grady a una altra parròquia. Mahony va ser promogut a Arquebisbe de Los Angeles l'any següent. El 1998 testificà en un judici civil contra la diòcesi de Stockton, en la qual un jurat aprovà una indemnització de 30 milions de dòlars a dues de les víctimes d'O'Grady. Posteriorment, O'Grady seria el protagonista del documental Deliver Us from Evil (2006).
En esdevenir arquebisbe de Los Angeles el 1985, Mahony va ser actiu en dirigir els casos d'abusos sexuals i en amagar els acusats de la llei. Ray Boucher, un advocat que representà alguns dels demandants en aquests casos, afirmà que els arxius publicats dilluns eren "particularment condemnables", perquè mostraven el "menyspreu insensible per la salut i seguretat dels nens, i una decisió pels més alts membres de l'església per posar el seu propi interès i l'interès dels sacerdots abusius per damunt dels nens". El 1988, l'arxidiòcesi adoptà una política de tolerància cero. El 1992, a una trobada nacional de bisbes catòlics, Mahony públicament afirmà que calia fer més per combatre els abusos sexuals. El 2002, Mahony ordenà que 12 preveres del sud de Califòrnia haguessin d'abandonar les esglésies a causa dels abusos sexuals, d'acord amb les promeses fetes per l'Església en un acord del 2001, resultant en un agraïment per part de l'advocat de la víctima en aquest cas.
Al febrer de 2004, l'arxidiòcesi de Los Angeles publicà la fita Report to the People of God,, contenint una disculpa signada directament pel cardenal Roger Mahony. Incloïa una llista detallada de preveres i circumstàncies en casos d'abusos coneguts. L'informe descrivia el desenvolupament de la política diocesana relativa als abusos sexuals, i contenia casos estudiats de preveres acusats que totalment exploraven com es va desenvolupar la consciència i la comprensió dels seus crims. L'informe contenia detalls dels casos més significatius en la història de l'arxidiòcesi: no revelava detalls dels 33 preveres que estaven acusats però els casos no tenien proves que ho confirmessin. L'Església continuava lluitant contra el fet que es publiquessin detalls sobre aquests preveres malgrat les fortes crítiques des dels mitjans com Los Angeles Times.
El 2007, l'arxidiòcesi de Los Angeles es disculpà pels abusos comesos per preveres i anuncià un acord amb 508 víctimes per una xifra rècord de 660 milions de dòlars, amb una mitja d'1,3 milions per a cada demandant. Mahony va descriure els abusos com «un pecat terrible i un crim.» l'acord L'acord tancà tots els judicis civils pendents en contra de l'arxidiòcesi. L'acord empetitia l'arranjament de $157 milions pagats per l'arxidiòcesi de Boston; la llei de Massachusetts estableix un límit legal en la quantitat de diners que un grup sense ànim de lucre pot ser obligat a pagar.
El 2013, la diòcesi publicà memoràndums de monsenyor Thomas John Curry a Mahony de 1986 i 1987, on es revelaven específicament discussions sobre la potencial responsabilitat legal per als sacerdots, incloent recomanacions com que els preveres haurien d'intentar emprar terapistes que els podrien denunciar a la policia. En aquell moment, Mahony va escriure al director d'un centre de tractament a Nou Mèxic, tractant d'evitar que els sacerdots acusats tornessin a Los Angeles. Entre les raons esmentades era impedir la presentació de demandes per les víctimes a les que havien assegurat que aquests sacerdots no se'ls permetria tornar a les seves parròquies.

### Retirada dels càrrecs públics
El 31 de gener de 2013, arran d'una ordre judicial requerís l'arxidiòcesi de Los Angeles que lliurés iberar els seus arxius sense editar sobre els abusos sexuals del clergat, l'arquebisbe Gómez rellevà Mahony de tots els restants deures públics i administratius. Els crítics digueren que l'acció de Gómez era un "càstig purament simbòlic" i "una bufetada a la mà... un gest gairebé sense sentit", i ha assenyalaren que Mahony seguia sent "un home poderós" a l'església. D'acord amb l'arxidiòcesi, Mahony seguia sent "un sacerdot en bon estat "i que encara pot celebrar la missa, però que ja no pot parlar en públic" o d'exercir qualsevol responsabilitat normalment reservada per a un bisbe, com administrar el sagrament de la Confirmació. Segons el dret canònic, Gómez no té autoritat per castigar Mahony, només per controlar les seves tasques administratives dins de l'arxidiòcesi. Mahony va seguir administrant confirmacions el 2013. Ell encara té els títols de Cardenal i Arquebisbe emèrit de Los Angeles, i va retenir els seus càrrecs al Vaticà, inclosa la seva elegibilitat per votar en els conclaves papals.
Després de la renúncia del papa Benet XVI, una sèrie de grups catòlics va expressar la seva oposició a la votació de Mahony en un conclave papal tan aviat després de la seva censura; però, Mahony van participar en el conclave de març de 2013.

## Honors
Gran Prior pels Estats Units Occidentals de l'orde Equestre del Sant Sepulcre de Jerusalem